# Kdo přežije: Gabon
Kdo přežije: Gabon (v anglickém originále Survivor: Gabon — Earth's Last Eden či jednoduše Survivor: Gabon) je sedmnáctá sezóna televizní reality show Kdo přežije, která má podtitulek Gabon – poslední ráj na zemi.

## Poloha natáčení
Sedmnáctá série se vrátila na africký kontinent, přesněji na západní pobřeží rovníkové Afriky do Gabonské republiky. Státní území Gabonu se rozkládá na obou stranách rovníku. Gabon je rozdělen na devět provincií, přičemž natáčení probíhalo v provincii Estuaire. Zde se nachází přírodní rezervace Wonga-Wongue, pokrývající plochu 5000 kilometrů čtverečních. V této rezervaci se filmovala tato série.

## Základní informace
| Počet dní:            | 39                                                |
| Počet trosečníků:     | 18                                                |
| Počet kmenů:          | 2                                                 |
| Počet finalistů:      | 3                                                 |
| Tajné imunity:        | Ano                                               |
| Vítěz:                | Robert "Bob" Crowley (4–3–0)                      |
| Lokalita natáčení:    | Wonga-Wongue Presidential Reserve, Estuaire,Gabon |
| Země:                 | Gabon                                             |
| Natáčení začalo:      | 23. června 2008                                   |
| Natáčení skončilo:    | 31. července 2008                                 |
| Vysíláno od:          | 25. září 2008                                     |
| Vysíláno do:          | 14. prosince 2008                                 |
| Předchozí řada:       | Kdo přežije: Mikronésie                           |
| Následující řada:     | Kdo přežije: Tocantins                            |
| Hrdinové vs. Zloduši: | Jessica "Sugar" Kiper, Randy Bailey               |

V této řadě se utkalo 18 soutěžících, kteří byli zařazeni do dvou kmenů, které nazývají Fang (červení) a Kota (žlutí), ty se v druhé fázi hry sloučily v modrý kmen nazvaný Nobag (pozpátku Gabon. Tento název vymysleli samotní soutěžící.

## Soutěžící

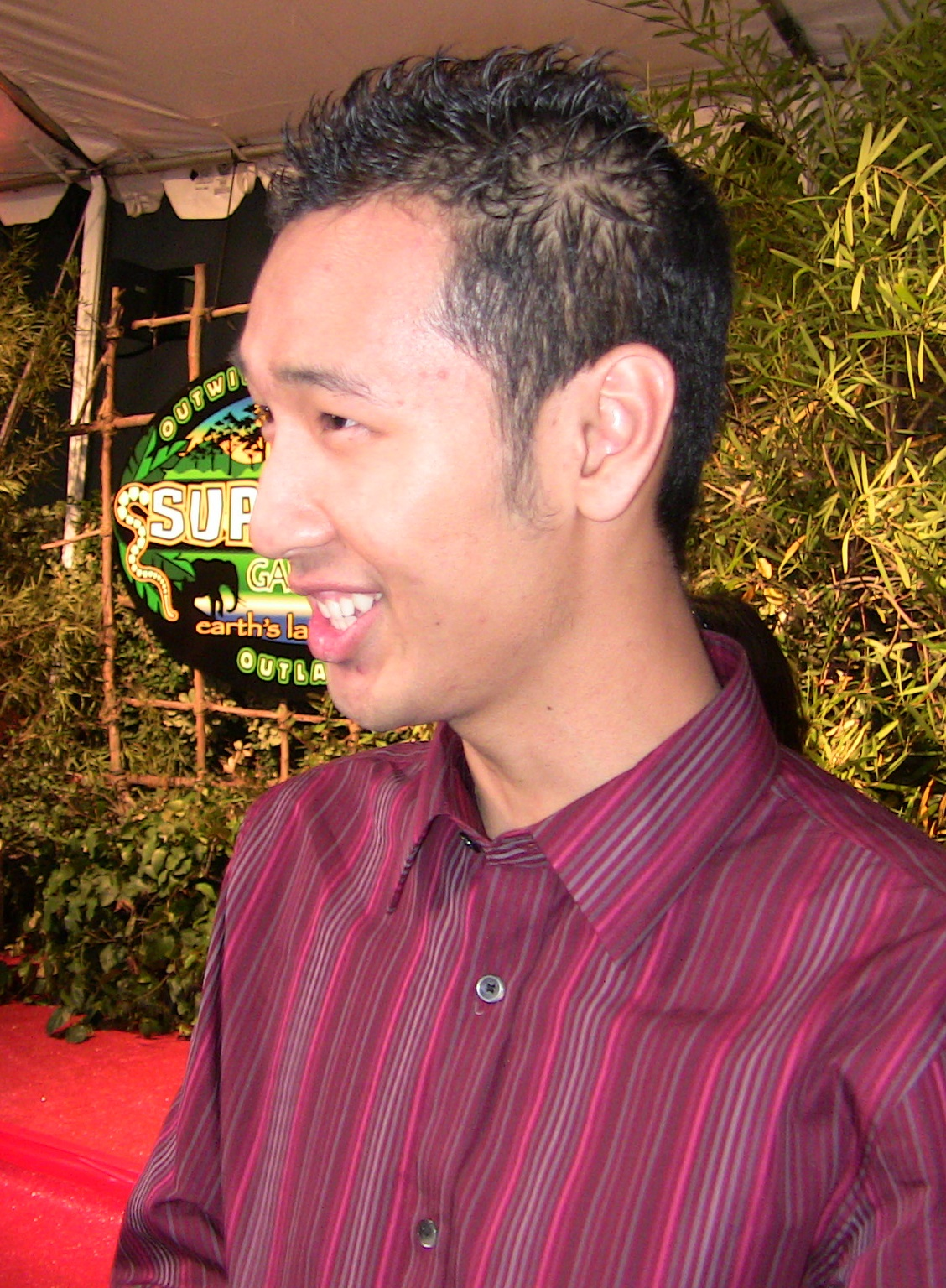
Ken Hoang

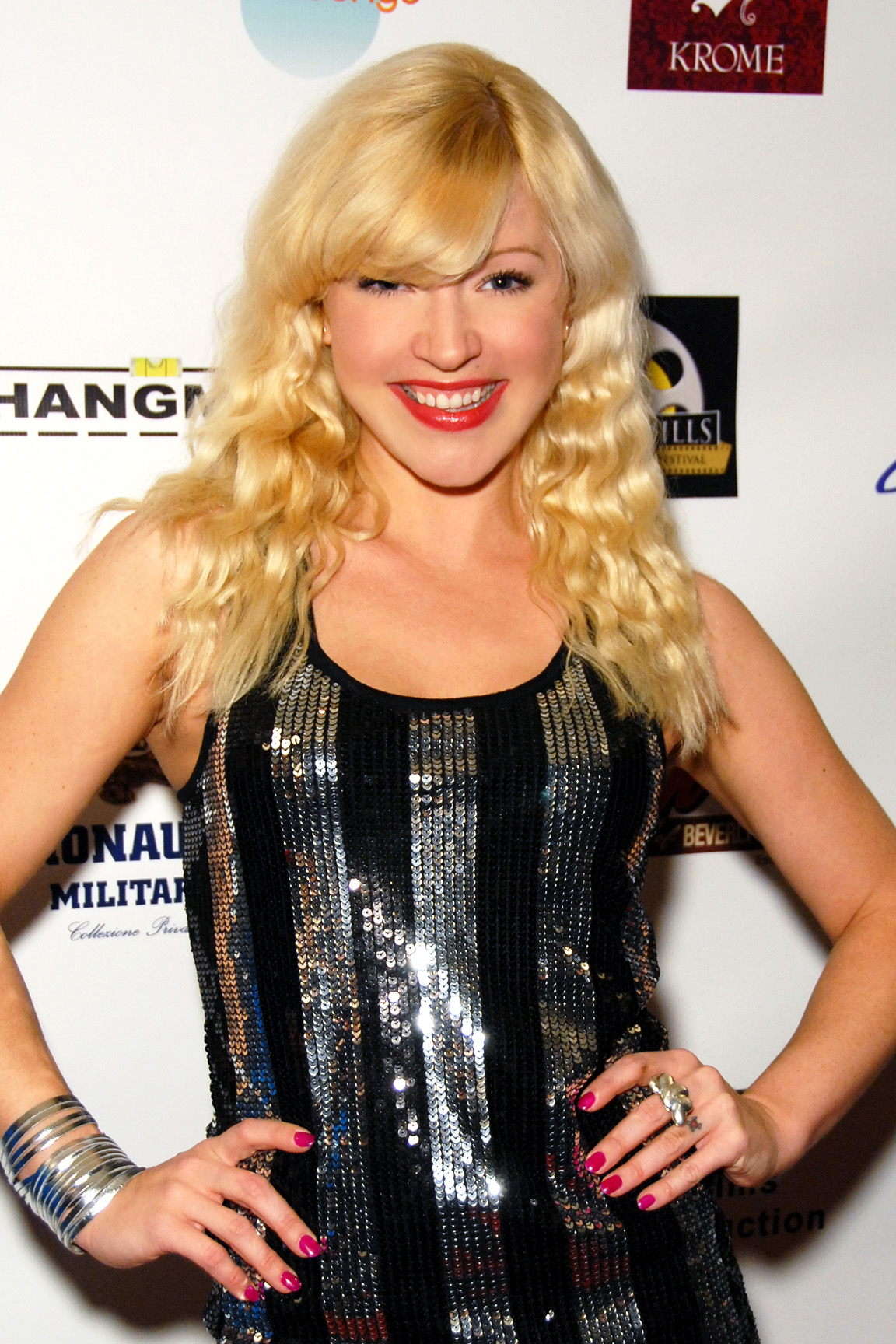
Jessica Kiper

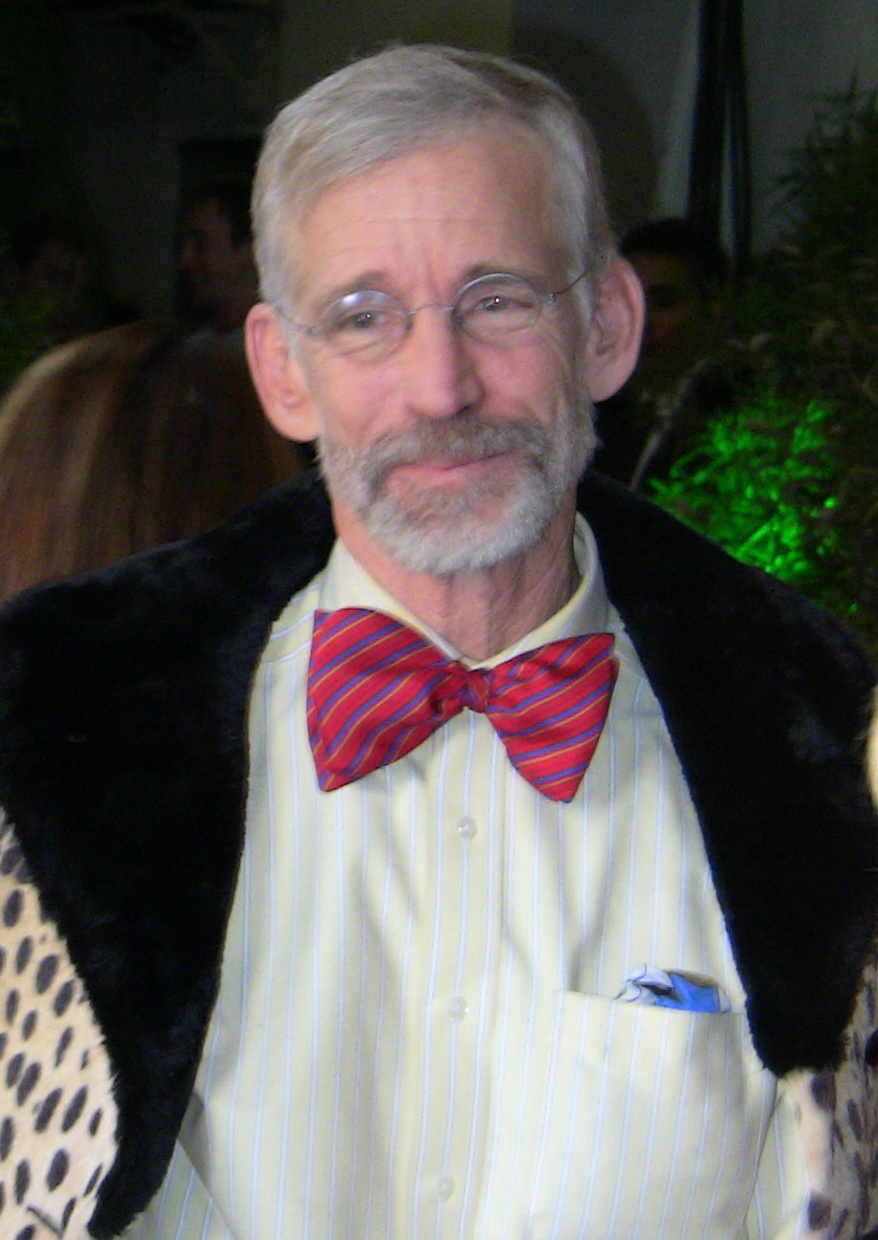
Robert "Bob" Crowley

### Kmen Fang
- Crystal Cox
- Dan Kay
- Danny „GC“ Brown
- Gillian Larson
- Ken Hoang
- Matty Whitmore
- Michelle Chase
- Randy Bailey
- Susie Smith

### Kmen Kota
- Ace Gordon
- Charlie Herschel
- Corinne Kaplan
- Jacquie Berg
- Jessica „Sugar“ Kiper
- Kelly Czarnecki
- Marcus Lehman
- Paloma Soto – Castillo
- Robert „Bob“ Crowley